# Warnemünde
Warnemünde är en stadsdel i norra Rostock vid floden Warnows mynning, som gett orten dess namn, vid Östersjön. Warnemündes etthundrafemtio meter breda sandstrand är den längsta på den tyska Östersjökusten. Varje år äger Hanse Sail, den största maritima händelsen i Mecklenburg-Vorpommern, rum i Warnemünde.

## Historia
Historiskt låg Warnemünde enbart väst om den gamla kanalen. Warnemünde var då inte den ursprungliga hamnen för staden Rostock; den befann sig öster om kanalen. Byn Warnemünde uppgick 1323 i staden Rostock för att säkra stadens tillgång till havet. Fram till nittonhundratalet var byn en enklav av staden och länge en relativt fattig fiskeby, som inte drog någon större nytta av Hansastaden Rostocks rikedom. Under artonhundratalet blev Warnemünde känt som kurort och växte betydligt. 1834 fanns ungefär 1 500 invånare och 1 000 badgäster. 1886 invigdes järnvägsförbindelsen med Rostock och vidare till Berlin och 1889 fick orten sin första egna tidning. 

## Galleri

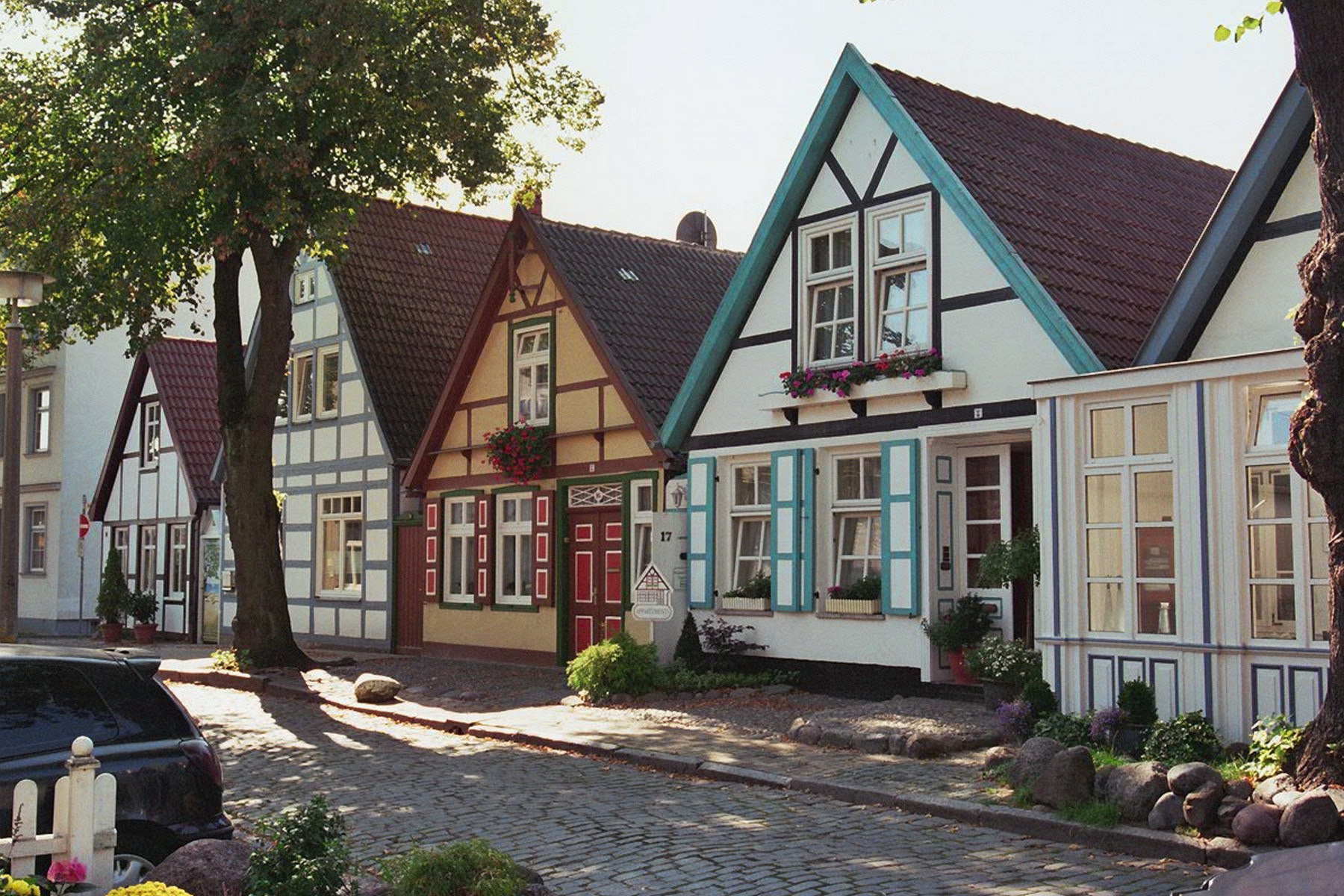
Gamla Warnemünde: Alexandrinenstraße.
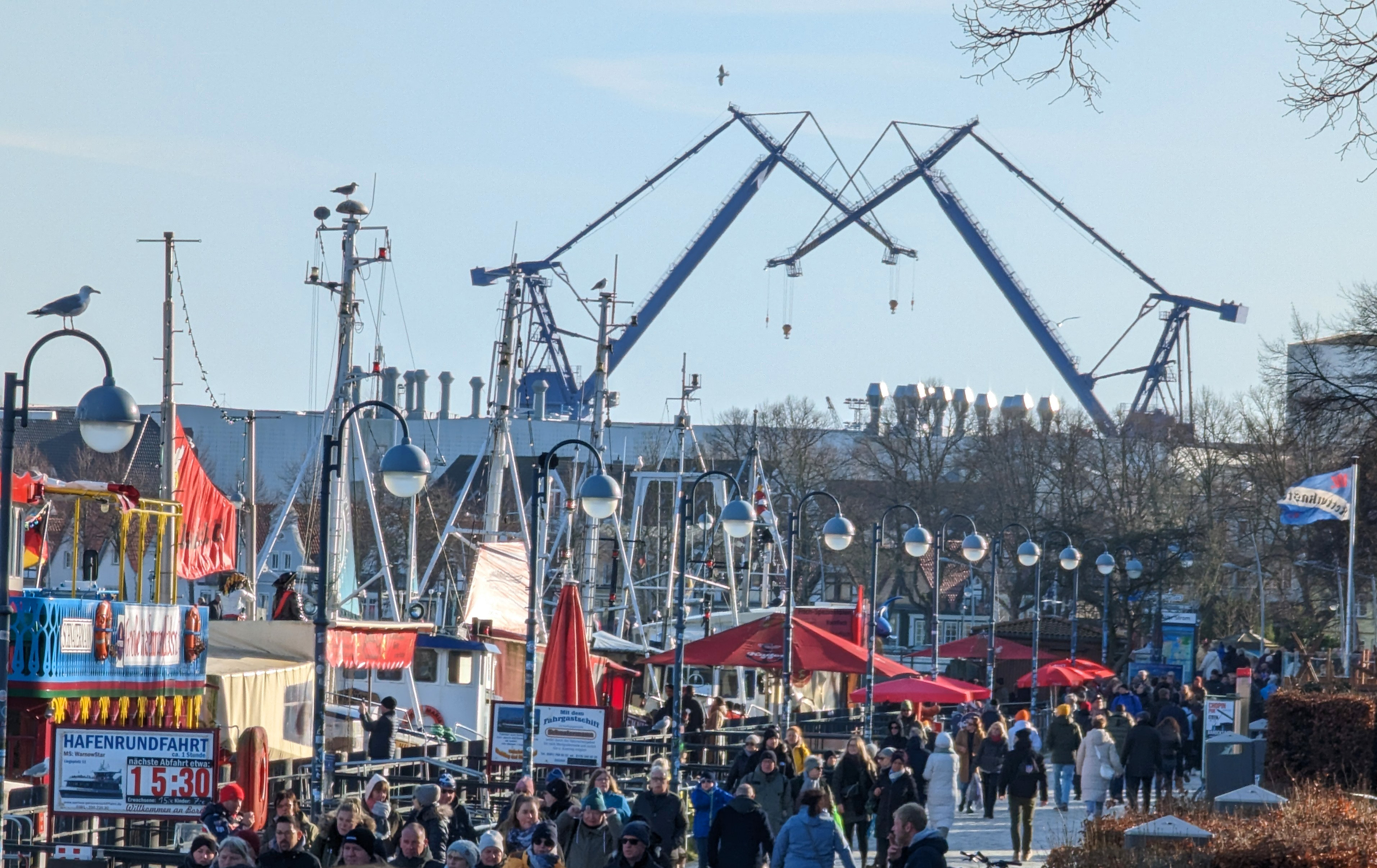
Am Strom
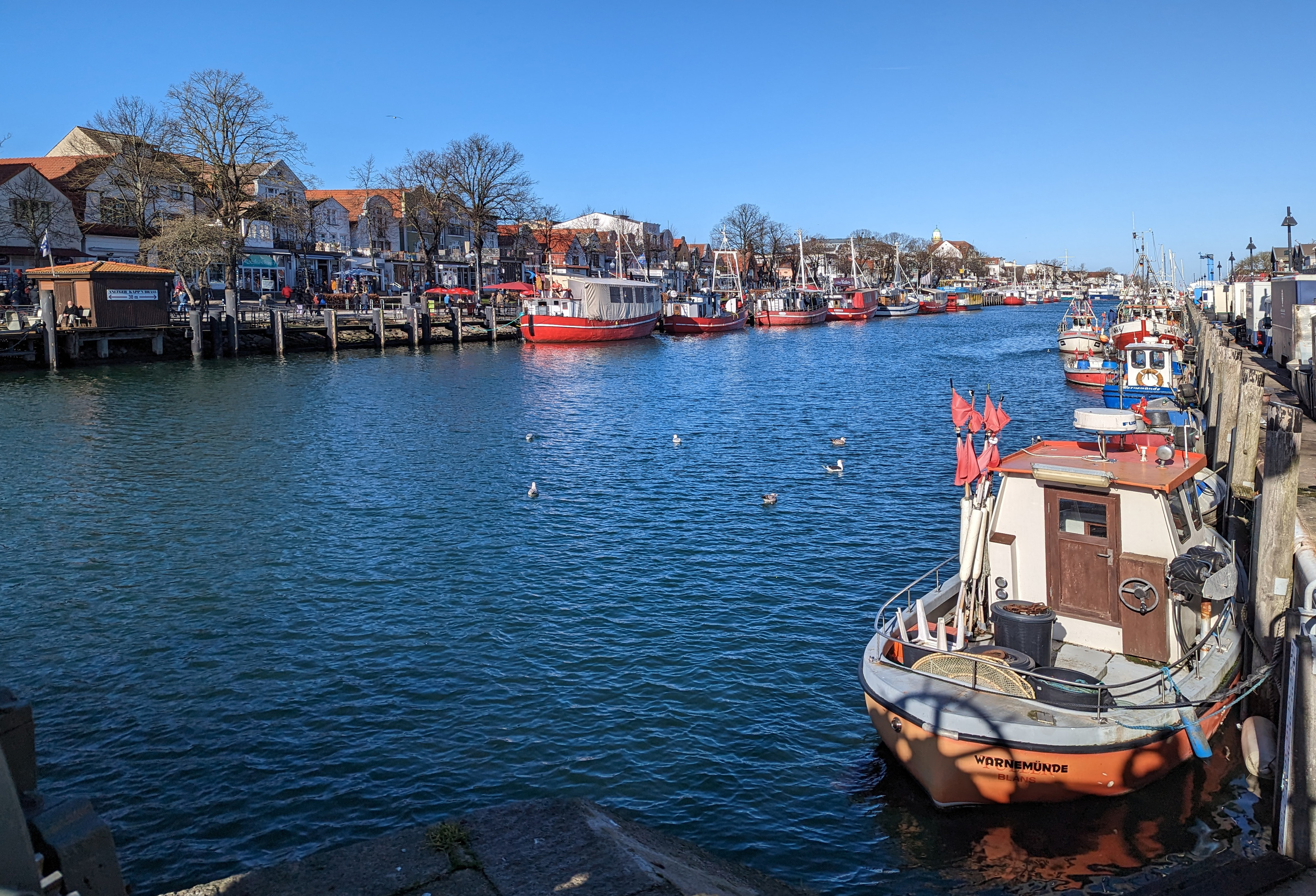
Der Alte Strom
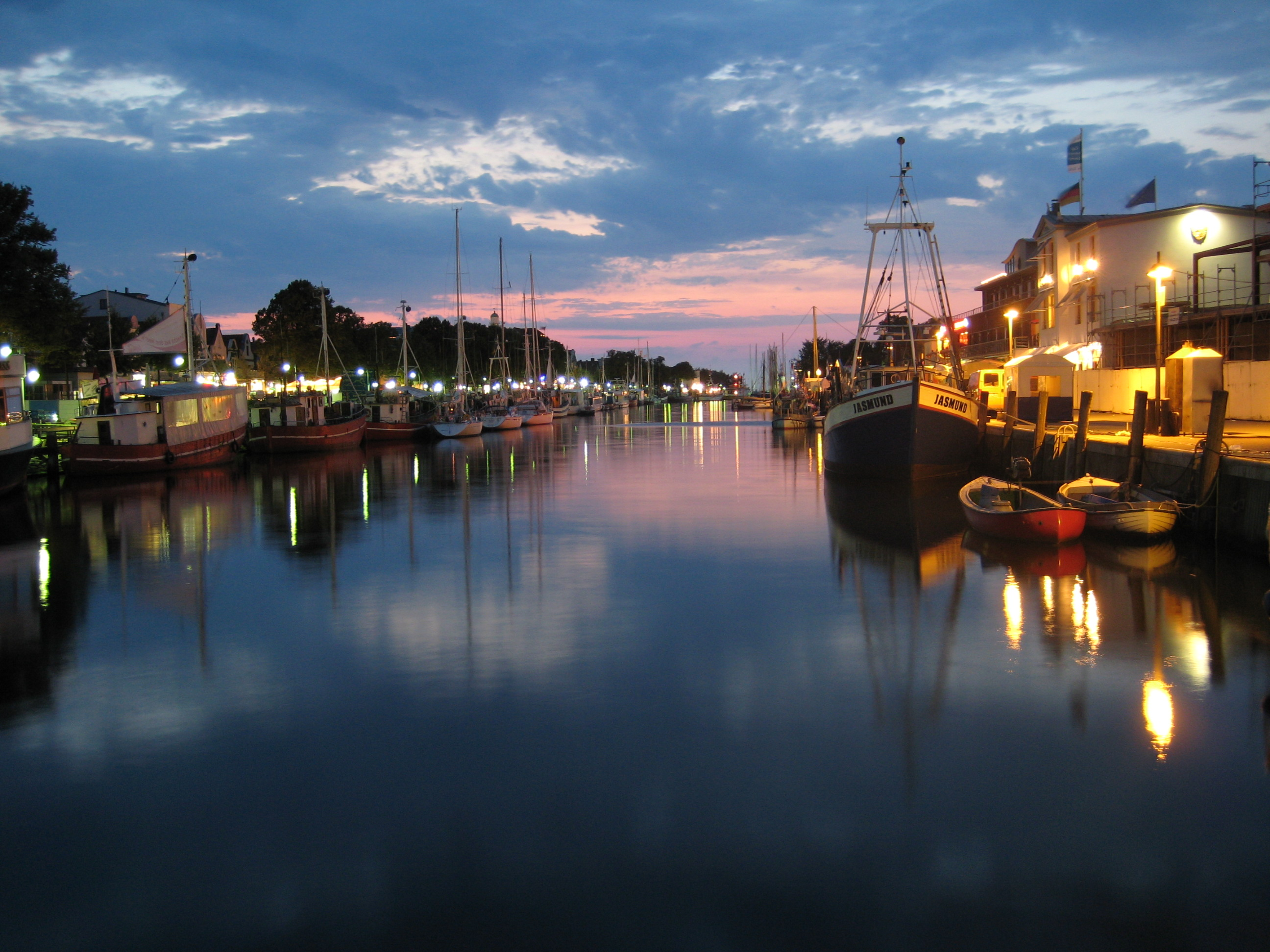
Der Alte Strom, den gamla kanalen, i kvällsskymning.
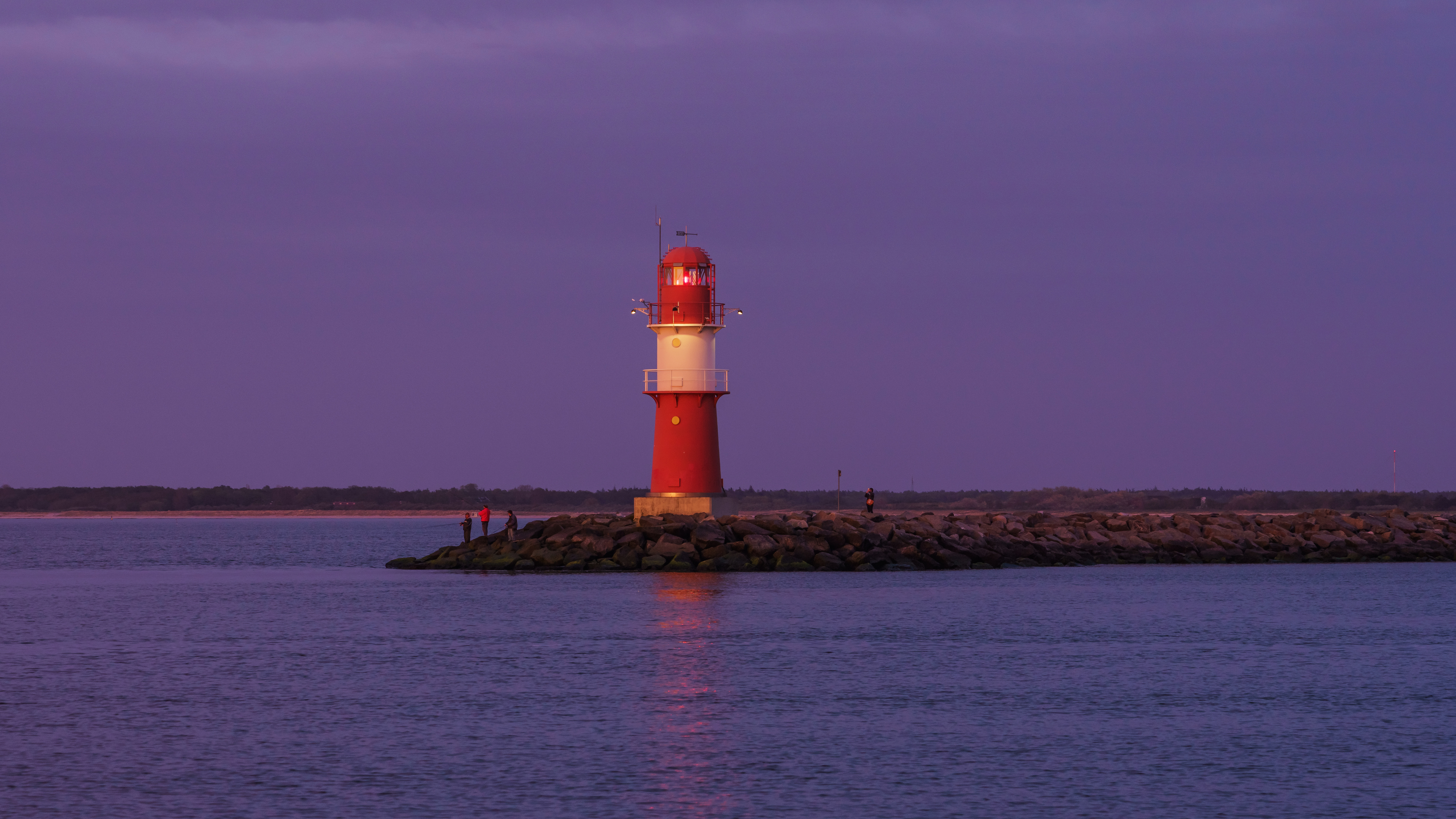
Hamninfart om natten.